# Mestský štadión Jelšava
Mestský štadión Jelšava – stadion piłkarski w Jelšavie, na Słowacji. Swoje spotkania na stadionie rozgrywają piłkarze drużyny MFK Jelšava. Dawniej gospodarzem obiektu byli piłkarze zespołu ŠK Slovmag Jelšava, który w 1999 roku przeprowadził się do Revúcy po fuzji z MFK Revúca.
22 czerwca 1986 roku na stadionie rozegrano spotkanie finałowe piłkarskiego Pucharu Czechosłowacji (Spartak Trnawa – Sparta Praga 1:1, k. 4:3).